# Banff (Aberdeenshire)
Banff es una localidad situada en el concejo de Aberdeenshire, en Escocia (Reino Unido), con una población estimada a mediados de 2016 de 4100 habitantes.
Se encuentra ubicada al este de Escocia, cerca de la costa del mar del Norte y de la ciudad de Aberdeen.